# 沃夫尼奇
50°30′56″N 25°24′19″E / 50.51556°N 25.40528°E
沃夫尼奇（烏克蘭語：Вовничі），是烏克蘭西北部的村莊，隸屬里夫內州的杜布諾區。該村始建於1629年，面積20.9平方公里，海拔高度207米，2019年人口547，人口密度每平方公里30.4人。